# حنانيا الدمشقي
حنانيا (بالإغريقية: Ἀνανίας، من العبرية: חנניה، «المفضل لدى الرب») كان تلميذًا ليسوع في دمشق المذكورة في سفر أعمال الرسل في الكتاب المقدس، الذي يصف كيف أرسله يسوع لاستعادة بصر شاول الطرسوسي (الذي سُمي فيما بعد بولس الرسول) وقدم له تعليمات إضافية في طريق الرب.

## سرد العهد الجديد لحنانيا
بحسب أعمال الرسل 9:10، كان حنانيا يعيش في دمشق. في خطاب بولس في أعمال الرسل الإصحاح 22، يصف حنانيا بأنه «تَقِيٌّ كَمَا تَقْضِي الشَّرِيعَةُ، يَشْهَدُ لَهُ يَهُودُ دِمَشْقَ جَمِيعاً شَهَادَةً حَسَنَةً.» الذين سكنوا في دمشق (أعمال الرسل 22:12). وفقًا لـ إف. إف. بروس، يشير هذا إلى أنه لم يكن أحد اللاجئين من الاضطهاد في القدس الموصوف في أعمال الرسل 8:1.

### شفاء شاول

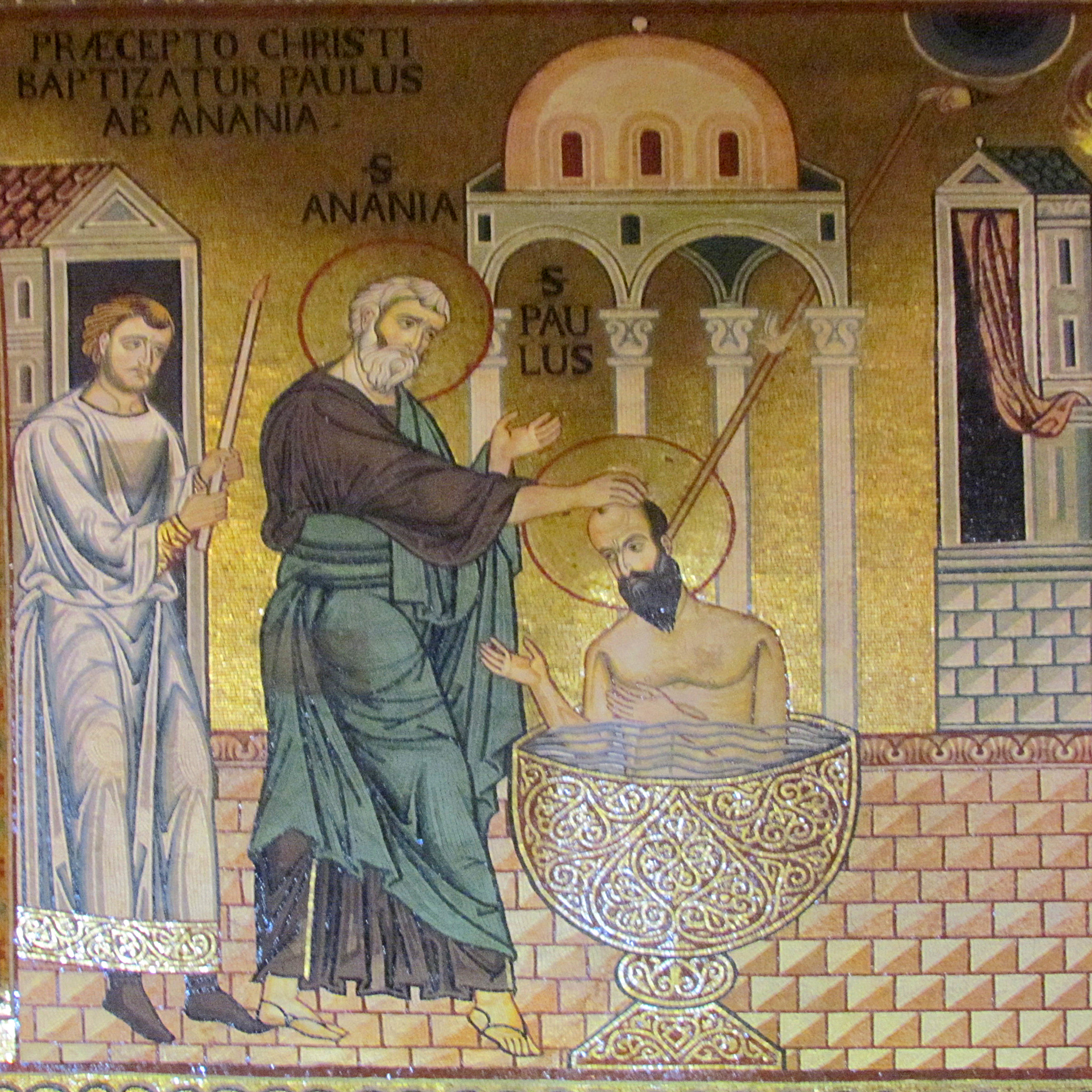
معمودية القديس بولس بواسطة حنانيا، في كنيسة كابيلا بالاتينا.

خلال اختبار اهتدائه، قال يسوع لبولس (الذي كان يُدعى آنذاك شاول) أن يذهب إلى المدينة وينتظر. وتحدث يسوع في وقت لاحق إلى حنانيا في الرؤية، وقال له أن يذهب إلى "الشارع الذي يقال له المستقيم"، وتسأل «في بيت يهوذا واحد يسمى شاول من طرسوس». (أعمال الرسل 9:11) اعترض حنانيا على الأمر لأن شاول كان يضطهد «قديسيك»، لكن الرب أخبره أنه اختار شاول «لِيَكُونَ إِنَاءً يَحْمِلُ اسْمِي إِلَى الأُمَمِ وَالْمُلُوكِ وَبَنِي إِسْرَائِيلَ». (أعمال الرسل 9:15). عندما دخل حنانيا إلى شاول ووضع يديه عليه، سقطت «قشور» الأنسجة الميتة على سطح عينيه، ونظر إلى حنانيا. بعد تعليمات إضافية، اعتمد شاول. (أعمال الرسل 9:18؛ 22:16).

## حنانيا في الكتاب المقدس وفقًا للعلماء المعاصرين

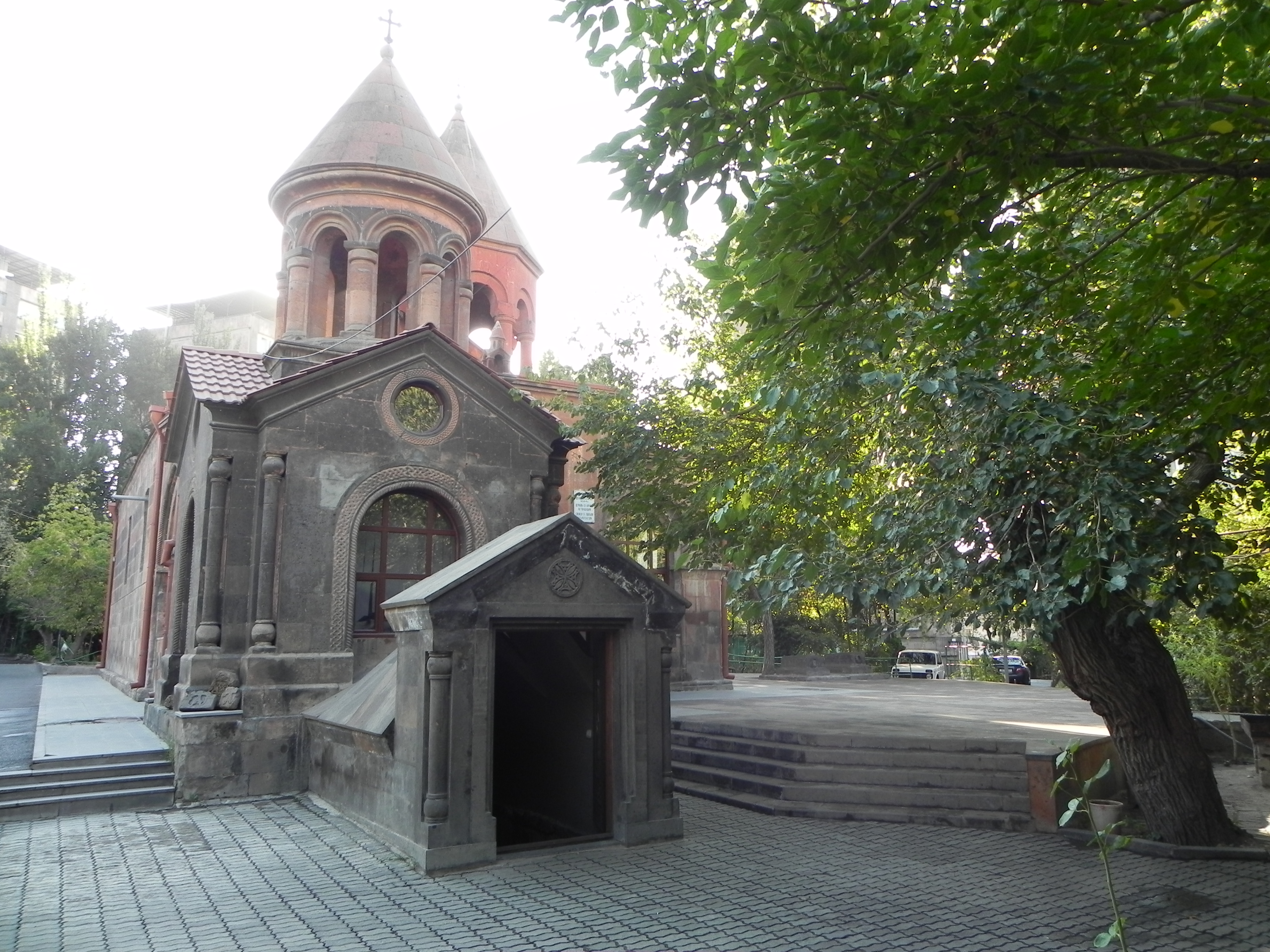
كنيسة حنانيا في كنيسة زرافور سورب، يريفان، أرمينيا.

وفقًا لرودريك إل إيفانز، كان حنانيا نبيًا على الرغم من ذكره كتلميذ. في رأيه حول أنبياء العهد الجديد، يعتبر الشخصيات الكتابية الذين يتلقون رسالة من الله أو يكشفون عن أحداث مستقبلية أنبياء على الرغم من ألقاب بديلة مثل الرسول أو التلميذ. اعترف الكاهن الأنجليكاني وعالم اللاهوت إدوارد كاروس سلوين بأن حنانيا نبي بالإضافة إلى أنه واحد من الرسل السبعون الذين كُلفوا بمهام مختلفة. يقترح إف. إف. بروس أن حنانيا «له مكانة مرموقة في التاريخ المقدس، ومطالبة خاصة بامتنان كل من دخل بطريقة أو بأخرى في البركة التي تنبع من حياة الرسول العظيم وعمله». كما تم إدراج حنانيا من قِبل هيبوليتوس الرومي وآخرين كأحد الرسل السبعون الذين تم تسجيل مهمتهم في لوقا 10:1-20.
وفقًا للتقاليد الكاثوليكية، استشهد حنانيا في إليوثيروبوليس. قبر حنانيا يقع أسفل كنيسة زارفور في يريفان، أرمينيا.

## الاستشهاد الروماني
في طبعة 2004 من الاستشهاد الروماني، تم إدراج حنانيا في 25 يناير كقديس يتم الاحتفال به في نفس يوم عيد تحول القديس بولس.